# Yoon Bo-ra
Yoon Bo-ra (en hangul, 윤보라; Seúl; 30 de diciembre de 1989), más conocida como Bora (en hangul, 보라), es una popular cantante, rapera y actriz surcoreana. Fue miembro del grupo femenino surcoreano Sistar, y es miembro actual de la subunidad Sistar19.

## Biografía
Tiene un hermano mayor. Estudió música en la Universidad Myongji de donde se graduó en febrero de 2015. Es muy buena amiga de la cantante Kim Hyo-yeon.
En noviembre de 2016 comenzó a salir con el rapero y bailarín surcoreano Feeldog. Más tarde, en mayo de 2019 se anunció que la pareja había terminado su relación.

### Accidente
En 2010, un vídeo fue subido en línea mostrando la filmación de la actuación de Sistar en «Let's Start Sharing Concert» el 28 de agosto de ese año. Durante la mitad de la actuación, Bora de repente cayó del escenario, fracturándose su pulgar. Esto llevó a los otros miembros del grupo a dejar de cantar y ayudarla a salir del escenario con la ayuda del personal. Varios minutos más tarde, Bora regresó al escenario junto con los otros miembros para terminar de filmar la actuación. El vídeo fue viral en internet y fue presentado en el programa online de G4, Attack of the Show!, y un segmento de noticias de RTL Television. Se recuperó de la lesión poco tiempo después, y pudo continuar con su actividad normal.

## Carrera
En agosto del 2020 se unió a la agencia "KeyEast Entertainment". Previamente fue miembro de las agencias "Hook Entertainment" del 2017 hasta agosto del 2020 y de Starship Entertainment del 2010 al 2017. 
En junio de 2010, Yoon hizo su debut como miembro de Sistar en Music Bank de KBS, interpretando la canción «Push Push». La cantante, junto con su compañera Hyolyn, formaron un subgrupo llamado Sistar19, el cual debutó con el sencillo «Ma Boy».
En octubre del mismo año, se reveló que Yoon formaría parte de la segunda temporada de Invincible Youth de KBS2. El primer episodio de Invincible Youth 2 se transmitió el 11 de noviembre.
El 21 de octubre de 2012, se reveló que Yoon se uniría a uno de los cuatro grupos que interpretarían una nueva canción para Gayo Daejeon de SBS. Como parte de Mystic White, Yoon lanzó la canción benéfica «Mermaid Princess» el 26 de diciembre de 2012.
En 2013, Yoon se unió al programa de moda Fashion King Korea de SBS, donde el reparto se unen con diseñadores de moda profesionales para diseñar y producir artículos de moda.
En el mismo año, se anunció que presentaría el programa Music Bank de KBS, junto a Park Seo-joon. En diciembre, Bora ganó el premio como el «Mejor rookie del año» en los KBS Entertainment Awards por su participación en el programa.[cita requerida]
En 2014, hizo su debut como actriz en el drama médico Doctor Stranger.
Al siguiente año, fue presentadora de un programa de moda A Style For You de KBS2, junto con Heechul, Goo Hara y Hani. En abril, colaboró con los concursantes de Unpretty Rapstar, Kisum, Lil Cham, Jace y el cantante Adoonga en una canción titulada «Feedback».
En enero de 2020 se unió al elenco recurrente de la segunda temporada de la serie Romantic Doctor, Teacher Kim 2 donde dio vida a la enfermera Joo Hyung-mi, hasta el final de la serie el 25 de febrero del mismo año.

## Filmografía

### Series de televisión
| Año         | Título                                  | Personaje                | Canal                | Notas         |
| ----------- | --------------------------------------- | ------------------------ | -------------------- | ------------- |
| 2021 - 2022 | Only One Person                         | Monja Veronica           | JTBC                 | [ 24 ] [ 25 ] |
| 2021        | Cafe Midnight Season 2: Hip Up! Hit Up! | Seon Ah-young            | MBC Dramanet         | 1 episodio    |
| 2020        | Romantic Doctor, Teacher Kim 2          | Enfra. Joo Hyung-mi      | SBS                  |               |
| 2020        | Chocolate                               | Hui Na                   | JTBC                 | 4 episodios   |
| 2018 - 2019 | God's Quiz                              | Jung Seung-bin / Do-yeon | OCN                  |               |
| 2018        | My ID is Gangnam Beauty                 | Modelo                   | JTBC                 | ep. #5        |
| 2017 - 2018 | A Korean Odyssey                        | Alice / Jade Dragon      | tvN                  | 17 episodios  |
| 2017        | Irish Uppercut                          | Do Hye Na                | Naver TV             | 8 episodios   |
| 2015        | High-end Crush                          | Min Joo                  | Naver TV Cast & Sohu | (drama web)   |
| 2015        | Flatterer (drama web)                   | Bong Hee                 | Naver TV Cast        |               |
| 2014        | Doctor Stranger                         | Lee Chang-yi             | SBS                  | 19 episodios  |
| 2012        | Shut Up Family                          | Ella Misma               | KBS 2TV              | Ep. #22       |

### Películas
| Año  | Título            | Personaje  | Notas                                                                       |
| ---- | ----------------- | ---------- | --------------------------------------------------------------------------- |
| 2019 | Sun-Kissed Family | Kyeong-joo | junto a Park Hee-soon, Jin Kyung, Hwang Jin-hee, Jang Sung-bum y Lee Go-eun |

### Programas de variedades
| Año                   | Título                                                     | Canal     | Notas                                                                                                   |
| --------------------- | ---------------------------------------------------------- | --------- | --- |
| 2022                  | Jump Like a Witch                                          | JTBC      | miembro                                                                                                 |
| 2021                  | Knowing Bros (Ask Us Anything)                             | JTBC      | invitada                                                                                                |
| 2021                  | 'Unnies' Beauty Carpool                                    | Naiver TV | copresentadora - junto a Kim Hyo-yeon                                                                   |
| 2019                  | 5 Bros (괴팍한5형제)                                       | JTBC      | (ep. #7) - invitada - junto a Soyou                                                                     |
| 2019                  | Busted! 2                                                  | Netflix   | (ep. #7) - invitada                                                                                     |
| 2019                  | Where's My House                                           | MBC       | |
| 2019                  | Law of the Jungle in the Chatham Islands                   | SBS       | (Ep. 358-260) - miembro                                                                                 |
| 2019                  | Master in the House (All The Buttlers)                     | SBS       | (Ep. 61-62) - invitada - junto a Lee Hong-gi y Crush                                                    |
| 2019                  | Happy Together                                             | KBS2      | (Ep. 24) - invitada                                                                                     |
| 2018                  | Stumbled Upon a Research Institute for Behavioral Sciences | tvN       | concursante                                                                                             |
| 2018                  | Produce 48                                                 | Mnet      | ep. #11 - mentora                                                                                       |
| 2012, 2014-2015, 2018 | Running Man                                                | SBS       | 5 episodios - (Ep. 95, 174, 201, 255 y 409) - invitada                                                  |
| 2016, 2018            | Knowing Bros                                               | JTBC      | invitada - junto a Kwon Nara Ep. #32 - invitada - junto a Sistar                                        |
| 2016                  | Baek Jong-won's Top 3 Chef King                            | SBS       | ep. #58 - junto a Kim Kwang-kyu - invitada                                                              |
| 2016                  | Law of the Jungle in Panama                                | SBS       | 3 episodios - (Ep. 200-202) - miembro                                                                   |
| 2016                  | Hit the Stage                                              | Mnet      | 6 episodios - (Ep. 1-2, 5-8) - concursante                                                              |
| 2016                  | Fantastic Duo                                              | SBS       | 2 episodios - (Ep. 13-14) - invitada - junto a Sistar                                                   |
| 2016                  | Lipstick Prince                                            | OnStyle   | ep. #5 - invitada                                                                                       |
| 2016                  | King of Mask Singer                                        | MBC       | 2 episodios - (Ep. 79 - 80) - juez invitada                                                             |
| 2011 - 2016           | Hello Counselor                                            | KBS2      | 7 episodios - (Ep. 54, 82, 111, 129, 182, 230 y 283) - invitada                                         |
| 2015                  | Star Golden Bell                                           | KBS2      | ep. "2015 New Year's Special" - invitada                                                                |
| 2014                  | The King Of Food                                           | KBS       | ep. #1 - junto a Kim Jun-ho, Han Sang-jin y Shin Bo-ra - invitada                                       |
| 2014                  | The Casting                                                |           | invitada                                                                                                |
| 2013                  | Blind Test Show 180°                                       | MBC       | Ep. 3                                                                                                   |
| 2013                  | Shinhwa Broadcast                                          | JTBC      | 2 episodios - (Ep. 45-46)                                                                               |
| 2013                  | Fashion King Corea                                         | SBS       | Juez |
| 2013                  | Barefoot Friends                                           | SBS       | Ep. 25                                                                                                  |
| 2013                  | Idol Star Athletics Championships                          | MBC       | Participante                                                                                            |
| 2013                  | Cool Kiz on the Block                                      | KBS 2TV   | 2 episodios - (Ep. 12-13)                                                                               |
| 2012                  | Strong Heart                                               | SBS       | 2 episodios - (Ep. 113-114)                                                                             |
| 2012                  | 1 Night 2 Days                                             | KBS 2TV   | 4 episodios (Ep. 252, 298-299 y 351) - invitada                                                         |
| 2012                  | Top Gear Korea                                             | XTM, TVN  | Ep. #10 - junto a Dasom                                                                                 |
| 2011 - 2012           | Invincible Youth 2                                         | KBS       | miembro                                                                                                 |
| 2011 - 2012           | Quiz to Change the World                                   | MBC       | 3 episodios - (Ep. 150, 169 & 192)                                                                      |
| 2011                  | Invincible Youth                                           | KBS       | 2 episodios - (Ep. 53-54)                                                                               |
| 2010 - 2013           | Let's Go Dream Team 2                                      | KBS 2TV   | 11 episodios - (Ep. 44, 53, 55, 71, 74, 77, 86, 92, 166, 182 y 188) - miembro                           |
| 2010 - 2011           | Star King                                                  | SBS       | 19 episodios - (ep. #174, 177, 179, 184, 190-191, 196-200,201-204, 207-208, 210 y 212) - junto a Sistar |

### Presentadora
| Año         | Título                | Notas                                                                  |
| ----------- | --------------------- | ---------------------------------------------------------------------- |
| 2018        | Produce 48            | presentadora especial (Evaluación de Posición (2.ª. ronda) - ep. #6-7) |
| 2015        | A Style for You       | Copresentadora                                                         |
| 2013 - 2015 | Music Bank            | 25 de octubre de 2013– 24 de abril de 2015                             |
| 2013        | Let's Go Dream Team 2 | 5 de mayo                                                              |
| 2012        | M! Countdown          | 19 de abril                                                            |
| 2012        | Show! Music Core      | 4, 18 y 25 de agosto                                                   |

### Radio
| Año  | Título                     | Canal        | Notas    |
| ---- | -------------------------- | ------------ | -------- |
| 2019 | Choi Hwa Jung’s Power Time | SBS Power FM | invitada |

### Aparición en vídeos musicales
| Año  | Video                | Artista / Grupo | Notas                               |
| ---- | -------------------- | --------------- | ----------------------------------- |
| 2011 | "Boyfriend"          | Boyfriend       |                                     |
| 2012 | "I Need You"         | K.Will          | junto a Ji Chang Wook y Yeo Jin Goo |
| 2012 | "Because I Like You" | Lee Seok Hun    |                                     |

### Revistas / sesiones fotográficas
| Año  | Título    | Notas  |
| ---- | --------- | ------ |
| 2020 | Pilates S | [ 44 ] |

## Discografía
Para ver el trabajo de Bora con Sistar, vé a Discografía de Sistar

### Colaboraciones
| Año  | Álbum            | Canción            | Artista                                 |
| ---- | ---------------- | ------------------ | --------------------------------------- |
| 2012 | Mermaid Princess | «Mermaid Princess» | Mystic White                            |
| 2013 | Will In Fall     | «Bubble»           | K.Will                                  |
| 2015 | Feedback         | «Feedback»         | junto a Kisum, Lil Cham, Jace y Adoonga |

## Premios
| Año  | Cadena                   | Categoría         | Trabajo Nominado | Resultado |
| ---- | ------------------------ | ----------------- | ---------------- | --------- |
| 2013 | KBS Entertainment Awards | Best Rookie Award | Music Bank       | Ganó      |